# مخزن سد اورتو-توقوی
مخزن سد اورتو-توقوی (به قرقیزی: Орто-Токой суу сактагычы، ورتو توقوي سۇۇ ساقتاعىچى) یک مخزن سد در قرقیزستان است که در استان نارین واقع شده‌است.